# Anya Olsen
Anya Olsen (Oneonta, 27 settembre 1994) è un'attrice pornografica statunitense.

## Biografia
Anya Olsen è nata nel settembre del 1994 a Oneonta, nello Stato di New York. Dai cinque ai tredici anni ha poi vissuto in una piccola città del Kansas, fino a quando la sua famiglia s'è ritrasferita vicino a New York. È stata poi mandata dai genitori in un collegio per sole ragazze nel New Hampshire.
Diplomata a sedici anni, voleva studiare per diventare avvocato.
Quando aveva diciotto anni, ha lavorato per sei mesi in uno strip club, facendo massaggi in topless. Dopo ha iniziato a fare l'agente immobiliare e, per integrare i guadagni, la barista. Nel bar di Boston in cui lavorava ha conosciuto l'attrice Ashley Fires e il marito, coi quali ha fatto i primi servizi fotografici nel New Hampshire. Successivamente s'è trasferita a Los Angeles.
Ha esordito nell'agosto 2015, circa un mese prima del suo ventunesimo compleanno. È rappresentata dall'agenzia East Coast Talents. L'anno successivo ha partecipato alla terza edizione di "DP Star", talent edito da Digital Playground.
Ha lavorato per studi come Reality Kings, Girlfriends Films, Digital Sin, Diabolic, Evil Angel, Erotica X, Innocent High, Wicked Pictures, Tushy, Mile High, Forbidden Cinema, Brazzers e Twistys.
Nel 2017 è stata nominata per AVN e XBIZ Awards nella categoria Best New Starlet. Sempre nel 2017 ha ricevuto due nomination AVN nelle categorie Best Girl/Girl Sex Scene per il film Girlfiction e Best All-Girl Group Sex Scene per il film Violation of Piper Perri.

## Filmografia
- Babysitter Busted Giving A BJ (2015)
- Blue-Eyed GF Fucks Good (2015)
- Father Daughter Bonding (2015)
- Toga (2015)
- What Exposure (2015)
- Yoga Brunette's Forest Fuck (2015)
- Alone Time 3 (2016)
- Anya Olsen, Cora Ora, Cassidy Klein Jerk Off Encouragement Spandex Leggings and Shorts (2016)
- Anya Wants To Make Her Man Happy (2016)
- Bad Babysitters 2 (2016)
- Bang Bros Invasion 15 (2016)
- Bullied Bi Cuckolds 37 (2016)
- Cheer Squad Sleepovers 19 (2016)
- Cheer Squad Sleepovers 20 (2016)
- Cum Does A Pussy Good (2016)
- Cum Swallowing Auditions 26 (2016)
- Cumming Anya (2016)
- Daddy Says I'm the Best 3 (2016)
- Don't Break Me 4 (2016)
- DP My Stunning Girlfriend (2016)
- Extra Small Escort (2016)
- Extreme Dating (2016)
- Fantasy Solos 16 (2016)
- Fighting Over Their Step Bro (2016)
- First Anal 2 (2016)
- Foot Fetish Daily 26 (2016)
- Forbidden Family Affairs 4 (2016)
- Forced Bi Cuckolds 37 (2016)
- Garden of Ecstasy (2016)
- Girl Fiction (2016)
- Girlfriend Experience 2 (2016)
- Grip The Tip (2016)
- Hobbit: The Desolation Of Cock (2016)
- Honey Hole (2016)
- Horny Coed Adventures (2016)
- Hot Vacation With My Best Friend (2016)
- I Have a Wife 21401 (2016)
- Internal Love 2 (2016)
- Lesbian Border Crossings (2016)
- Lesbian Seductions 57 (2016)
- Lesbian Training Day 6 (2016)
- Lesbian Triangles 36 (2016)
- Mother-Daughter Exchange Club 44 (2016)
- Mother-Daughter Lesbian Lessons 6 (2016)
- My DP 2 (2016)
- My First Interracial 7 (2016)
- My Horny Teen GF 2 (2016)
- My Roommate's Sister (2016)
- My Sister's Hot Friend 20681 (2016)
- My Stepsister's Secret (2016)
- My Suck Up Stepsister (2016)
- Parting Gift (2016)
- Pure 8 (2016)
- Put It Anya (2016)
- Raw Cuts: The Boyfriend Swap 1 (2016)
- Sausage Substitution (2016)
- Sharing My Wife, Couples Retreat (2016)
- She Got The Job (2016)
- Slutty Times At Innocent High 12 (2016)
- So Wrong Yet So Right (2016)
- Soft Touch 3 (2016)
- Stepsisters Share Everything (II) (2016)
- Stretching Anya Olsen's Pussy (2016)
- Super Model Fantasize About BBC (2016)
- Swallowed 1 (2016)
- Swallowed 2 (2016)
- Teen Slut Tryouts (2016)
- Teen Tryouts (2016)
- Two Beautiful Girls Share a Big Black Cock (2016)
- Two Bikini Babes Share a Boyfriend (2016)
- Upper Floor 41214 (2016)
- Violation of Piper Perri (2016)
- VRB Champions League (2016)
- Wet 2 (2016)
- Young and Beautiful 1 (2016)
- Young College Girl Loves Anal (2016)
- All Anal For Anya (2017)
- AMK Petite Hardcore 3 (2017)
- Anal Cuties 7 (2017)
- Anal Savages 3 (2017)
- Anal Sex for Hot Blonde Stepsister (2017)
- Anal Threesomes 2 (2017)
- Anya Olsen POV, Sexy Petite Babe Fucks and Swallows TWO Cumshots in Stunning 4K (2017)
- Anya's Sensual Bath (2017)
- Art of Anal Sex 6 (2017)
- Artist Within 1 (2017)
- Bad Teens Punished 1 (2017)
- Bang Ring 1 (2017)
- Bang Ring 2 (2017)
- Bang Ring 3 (2017)
- Black Man Made Me Squirt (2017)
- Come Inside Daddy (2017)
- Coming of Age 3 (2017)
- Confession Booth (2017)
- Cool Down With My Cunt (2017)
- Couples Fantasies 2 (2017)
- European Anal Adventure (2017)
- Exxxtra Small Chicks Fucking Huge Dicks 20 (2017)
- Filthy Fucks 2 (2017)
- Fucking Stepmom and Stepsis in Same Week (2017)
- Girls Play (2017)
- Glass For Her Ass (2017)
- Happy Camper (2017)
- Housewife 1 on 1 23507 (2017)
- How I Got a Million Followers (2017)
- Hunting 4 Amateur Pussy 2 (2017)
- I Love Anal and BBC (2017)
- I Want to Stay with You (2017)
- Interracial and Anal 4 (2017)
- Interracial Icon 6 (2017)
- Lesbian House Hunters 14 (2017)
- Lesbian House Hunters 15 (2017)
- Lesbian PsychoDramas 26 (2017)
- Lesbian Schoolgirls (2017)
- Lesbian Seductions 58 (2017)
- Lesbian Tutors 3 (2017)
- Letting Go (2017)
- Lying Nanny Gets Creampied (2017)
- Mandingo Challenge 2 (2017)
- Bad Teens Punished 2 (2017)
- MFF Threesome with Horny Hillbillly (2017)
- Mom Knows Best 3 (2017)
- Mommy Fixation 4 (2017)
- More Than A Photoshoot (2017)
- Morning Passion (2017)
- My Girl Loves Anal 23043 (2017)
- My Play Toy (2017)
- No Strings Attached Threesome (2017)
- Petite HD Porn 17: Tiny Tease (2017)
- Rally Race 7 (2017)
- Ripe 4 (2017)
- RK Prime 3 (2017)
- Seducing Her Roommate's Boyfriend (2017)
- Share My Boyfriend (2017)
- Share My Boyfriend 5 (2017)
- She Loves Her (2017)
- Slut Hotel 4 (2017)
- Sorority Lesbian Sleepover (2017)
- Step Siblings Caught 7 (2017)
- Stepsisters Share Everything (2017)
- Swallowed 11 (2017)
- Swallowed 5 (2017)
- Tease Me (2017)
- Tennis Match Hookup (2017)
- The Bang Ring 2 (2017)
- Tie Me Up 2 (2017)
- Too Big For Teens 22 (2017)
- Two For You (2017)
- Unscripted: Rally Race (2017)
- Who's Banging the Babysitter (2017)
- 3some Pleasures (2018)
- 69 Flavors (2018)
- Anya's Anal Adventure (2018)
- Bang P.O.V. 11 (2018)
- Bikini Bangers (2018)
- Blonde Rides Dick In Public Park (2018)
- Busting the Babysitter (2018)
- Cinco De Pie O (2018)
- Close To The Bone (2018)
- Cock Hero (2018)
- DP Masters 5 (2018)
- Drenched Creampie (2018)
- Fixing For a Fuck (2018)
- Girl Next Door Likes It Dirty 13 (2018)
- Housewife 1 On 1 49 (2018)
- I Need Some BBC Now (2018)
- Indulge In Me (2018)
- Interracial Threesomes 6 (2018)
- Lesbian Desires (2018)
- Meet My Stepmom (2018)
- Model's Day Out (2018)
- Moms Bang Teens 28 (2018)
- Mothers Day Massage (2018)
- Naked Life (2018)
- Naughty Bedtime (2018)
- Naughty Office 23671 (2018)
- Night Of Reckoning (2018)
- Petite HD Porn 20: Tease Me (2018)
- Please Cum Inside Me 5 (2018)
- Please Cum Inside Me 6 (2018)
- Pussy Sleeve Delivery (2018)
- Quality Time With Stepdaughter (2018)
- Real Teens Caught On Tape 2 (2018)
- Roommate Rendevous (2018)
- Rubbing Down A Horny Slut 4 (2018)
- Scissoring (2018)
- Sexual Secrets (2018)
- Stepmother Seduction (2018)
- Stepsis Hides Secret From Lingering Stepbro (2018)
- Swallowed 15 (2018)
- Threesome Fantasies 3 (2018)
- True Anal Addiction (2018)
- True Anal Love (2018)
- True Anal Nymphos (2018)
- Upper Floor (2018)
- Tight Fit (2019)

## Riconoscimenti

### AVN Awards
- 2017
  - Nominee: Best All-Girl Group Sex Scene, Violation of Piper Perri (2016)
  - Nominee: Best Girl/Girl Sex Scene, Girl Fiction (2016)
  - Nominee: Best New Starlet
  - Nominee: Fan Award: Hottest Newcomer
- 2018
  - Nominee: Best Girl/Girl Sex Scene, Cheer Squad Sleepovers 20 (2016)
  - Nominee: Best Three-Way Sex Scene: G/G/B, No Strings Attached Threesome (2017)

### Spank Bank Awards
- 2017
  - Winner: Most Luscious Labia
  - Nominee: Most Fuckable Feet
  - Nominee: Natural Born Cock Killer
  - Nominee: Newcummer of the Year
  - Nominee: Porn's Next Superstar
  - Nominee: Smooth As Silk (aka Best Bald Beaver)
- 2018
  - Winner: Most Luscious Labia
  - Nominee: Amazing Anal Artist of the Year
  - Nominee: Best Legs
  - Nominee: Bewitching Brunette of the Year
  - Nominee: Excellence in 'Lawn' Maintenance (Best Groomed Bush)
  - Nominee: Most Beautiful Seductress
  - Nominee: Natural Born Cock Killer
  - Nominee: Prettiest Girl In Porn
  - Nominee: Prettiest 'Whore Mouth'
  - Nominee: The Girl Next Door ... Only Better
  - Nominee: The Most Spanked To Girl of the Year

### Spank Bank Technical Awards
- 2017
  - Winner: The Rarely Discussed 'Slutty' Olsen Sister
- 2018
  - Winner: Best Laugh
  - Winner: The All American Girl

### XBiz Awards
- 2017
  - Nominee: Best New Starlet
- 2018
  - Nominee: Best Scene – Gonzo Release, Ripe 4 (2017)
  - Nominee: Female Performer of the Year
- 2019
  - Nominee: Best Sex Scene – Vignette Release, Fixing For a Fuck (2018)

### XCritic Awards
- 2018
  - Nominee: Best Girl/Girl Sex Scene, Bang Ring 1 (2017)

### XRCO Awards
- 2017
  - Nominee: New Starlet of the Year